# غشوة رملية
غشوة رملية (الاسم العلمي:Ceropegia arenaria) هو نوع من النباتات يتبع جنس الغشوة من الفصيلة الدفلية.